# Крученозубка мурова
Крученозубка мурова (Tortula muralis) — вид мохів порядку потіальних (Pottiales).

## Поширення
Батьківщиною є Європа, Африка, Північна Америка, Південна Америка, Азія, Австралія, Нова Зеландія.
Населяє вапняну породу, часто на цеглі чи стінах; від низьких до помірних висот; рідко навіть зустрічається на мертвій деревині чи корі.

## Галерея

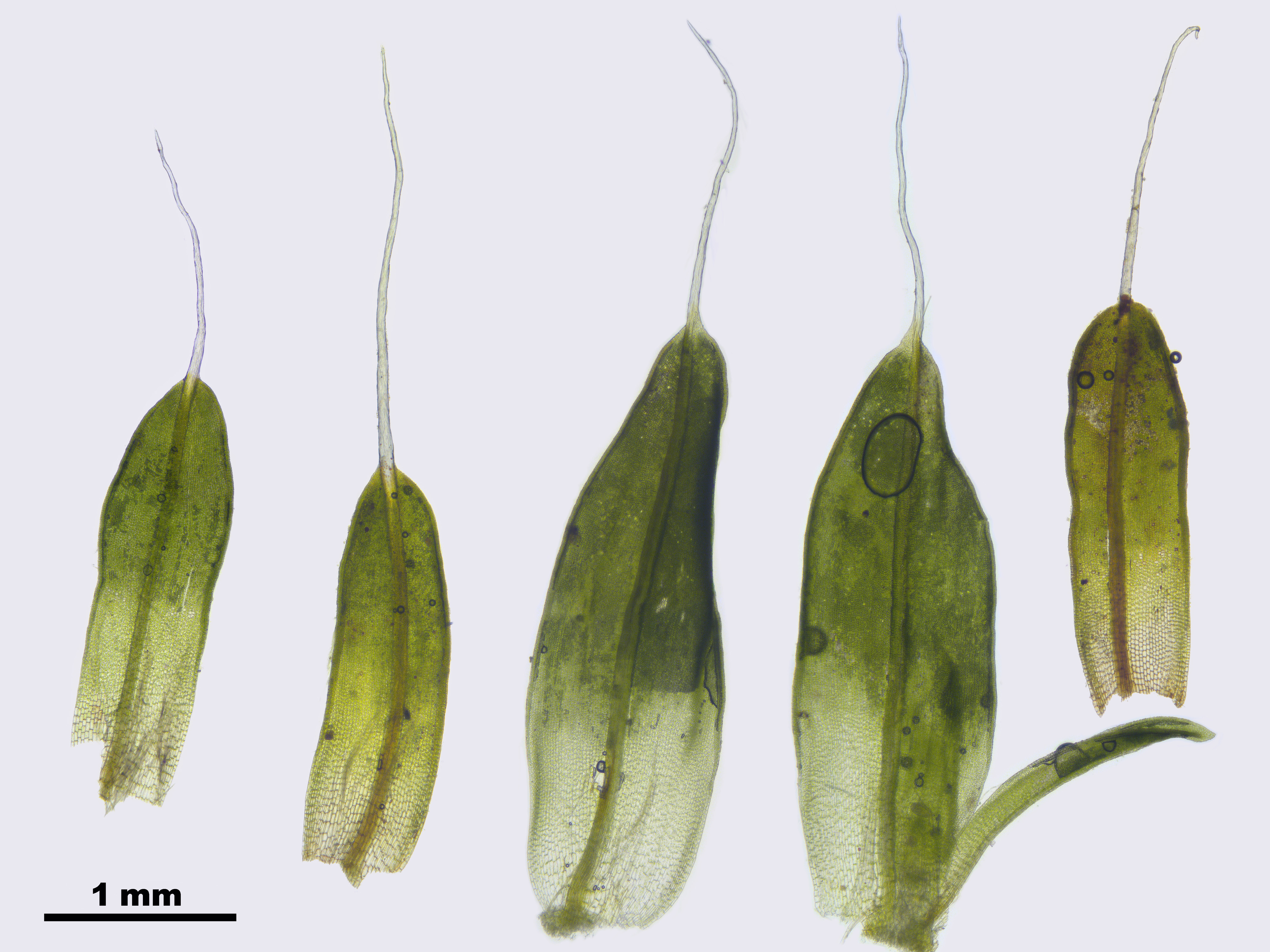
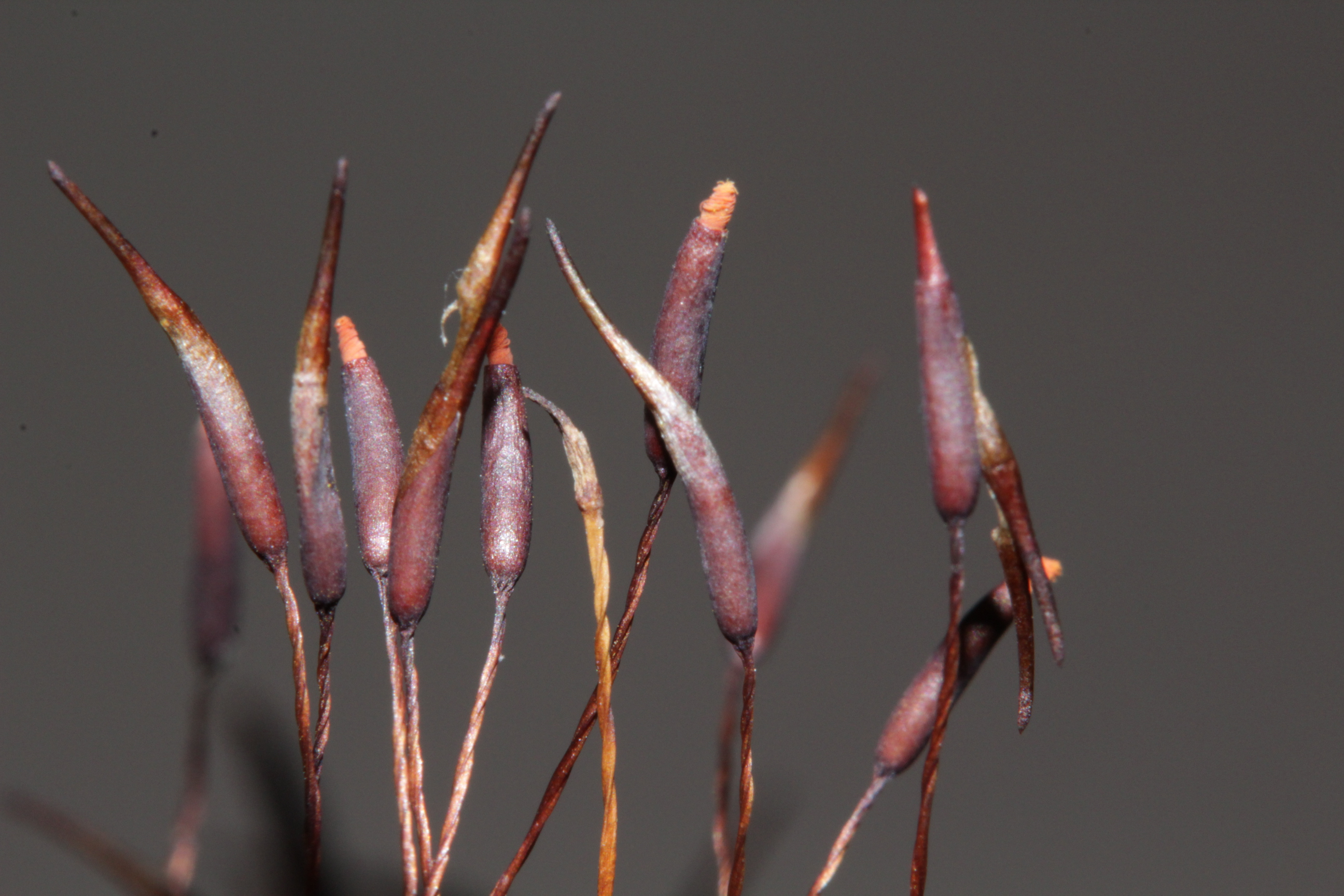
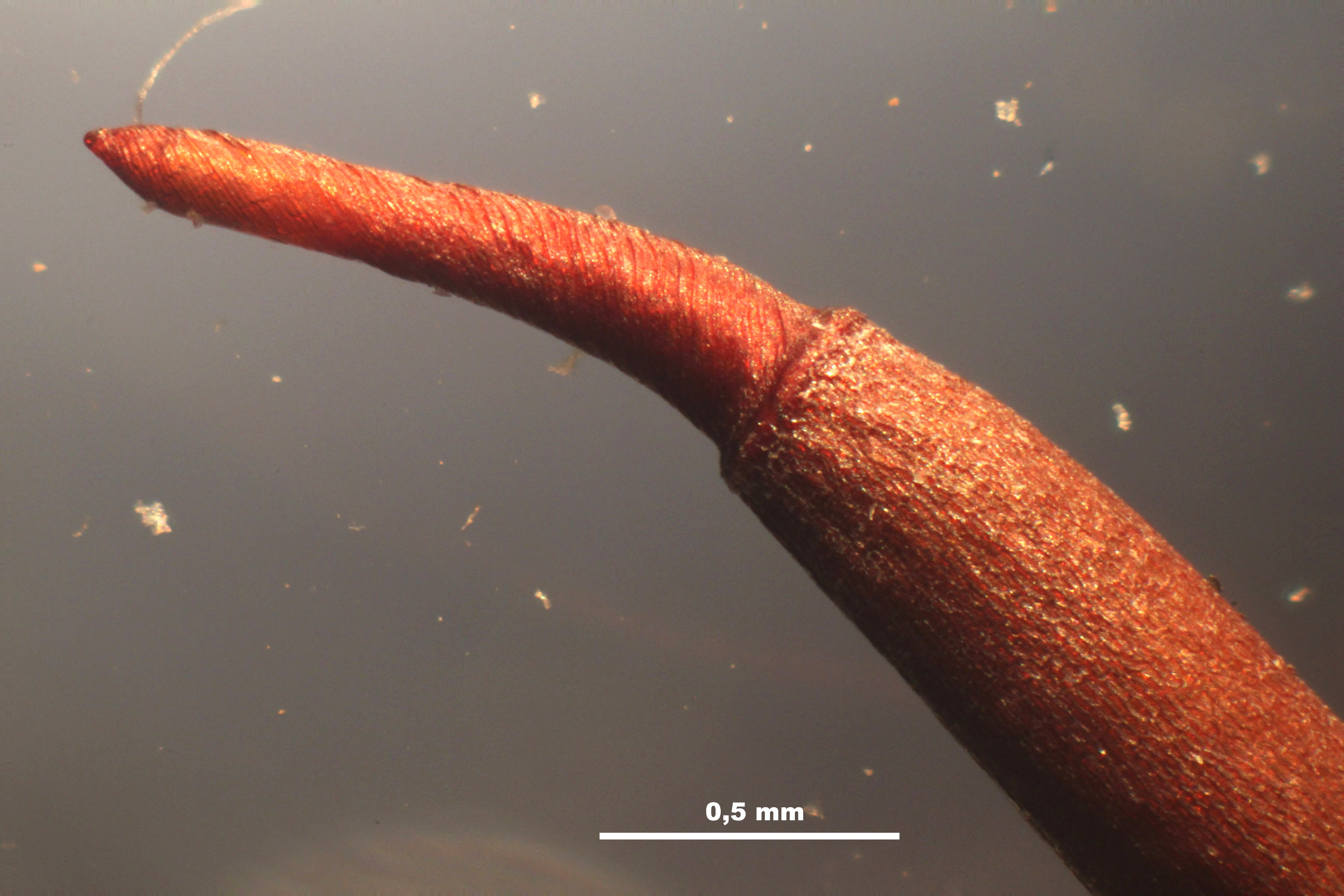
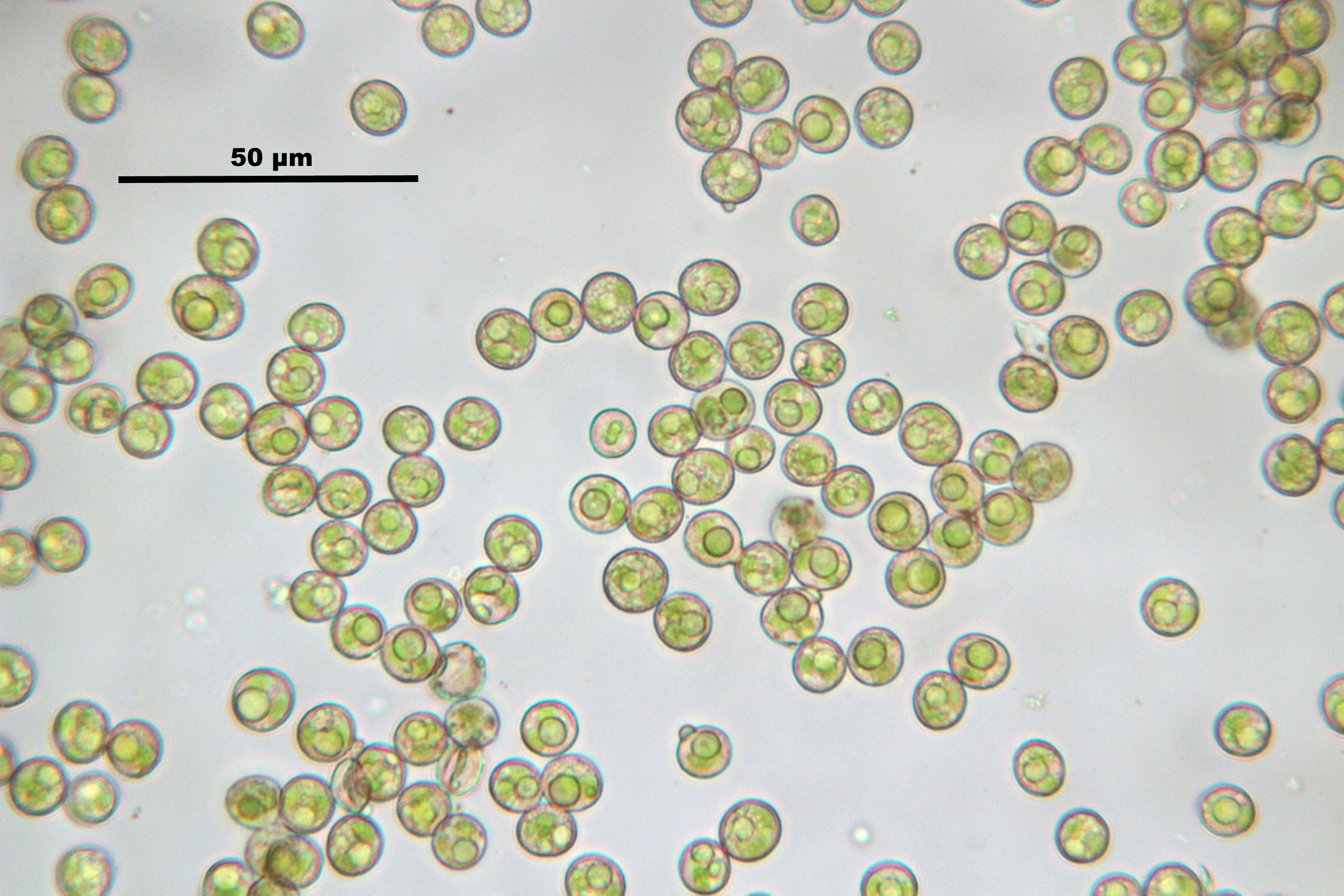

## Характеристика
Утворює невисокі подушки ≈ 1 см заввишки. У мокрому стані мох жовтувато-зелений. При висиханні листя стає чорним. Довгі білі волоски на кінчиках листя надають подушкам загального чорнувато-сірого кольору. Стебла мають щільну ризоїдну повсть. Листки від яйцеподібних або еліптичних до оберненояйцеподібних, верхівка від широкогострої до заокругленої або вирізаної, з коротким або довгим остюком, краї вузько загнуті назад або закручені майже до верхівки, зазвичай облямовані дистально 2–4 рядами товстостінніших, папілозних або гладких клітин. Вид автоіктичний. Коробочкові ніжки 0.6–1.5 см, спочатку жовтуваті, а потім стають темно-пурпурними до коричневих з віком. Коробочка циліндрична, прямовисна і майже пряма, урноподібна, 1.5–2.7 мм. Спори 8–12 мкм, кулясті, тонко-сосочкові чи майже гладкі. Коробочки зрілі навесні та влітку.